# Corey Tropp
Corey Tropp, född 25 juli 1989, är en amerikansk professionell ishockeyspelare som är kontrakterad till Anaheim Ducks i NHL och spelar för deras primära samarbetspartner San Diego Gulls i AHL. Han har tidigare spelat för Buffalo Sabres och Columbus Blue Jackets.
Tropp draftades i tredje rundan i 2007 års draft av Buffalo Sabres som 89:e spelare totalt.